# Daze
Daze é uma banda de bubblegum dance da Dinamarca, composto por Lucas Sieber, Jesper Tønnov e Trine Bix. Seu primeiro álbum de estréia de 1997 "Super Heroes" tornou-se um grande sucesso internacional e recebendo certificado de platina em algumas regiões. Seus principais hits são "Superhero", "Tamagotchi" e "Toy Boy".
Super Heroes, inicialmente publicado na Escandinávia pela Sony Music, vendeu 31.000 cópias no dia do lançamento e mais tarde foi lançado nos Estados Unidos pela Columbia Records e em territórios não-nórdicos pela Epic Records. Em fevereiro de 1998, Daze ganhou o Prêmio Grammy Dinamarquês de Melhor Álbum de Dança de 1997. O single Superhero foi nomeado como o hit dinamarquês de 1997 do ano pela revista GAFFA. 
Em 2012, o grupo daze anunciou em sua página oficial no Facebook que seu novo single seria chamado de "Fool Me". Isso também foi confirmado pelo site Bubblegum Dancer. Em 23 de junho de 2012, o novo single foi lançado para lojas de música digital como iTunes e Spotify na Europa, juntamente com um mix estendido. Em 2013, Daze competiu na seleção do Dansk Melodi Grand Prix na Dinamarca por um lugar no Eurovision Song Contest com a música "We Own the Universe".

## Discografia

### Álbum de estúdio
- 1997: Super Heroes
- 1999: They came to govern

### Singles
- "Superhero" (1997)
- "Toy Boy" (1997)
- "Tamagotchi" (1997)
- "Together Forever (The Cyber Pet Song)" (1998)
- "15 minutes of fame" (1999)
- "2ª chance" (2000)
- "Fool me" (2012)
- "We Own the Universe" (2013)